# علی خسروشاهی
علی خسروشاهی (۱۲۹۰–۱۳۷۷) یکی از پایه‌گذاران نظام فروش و توزیع مدرن در ایران و شاخص‌ترین تولیدکننده محصولات خوراکی در دهه‌های ۱۳۴۰ و ۱۳۵۰ بود. او از جمله صنعتگرانی بود که مانند بیشتر کارخانه‌داران و بازرگانان ایرانی از اوایل دهه ۱۳۲۰ فعالیت تجاری خود را آغاز کرد و در دهه ۱۳۴۰ به یکی از اعضای گروه صنعتگران بزرگ و عضوی از گروه برجسته اجتماعی‌اقتصادی ایران بدل شد. او پایه‌گذار گروه صنعتی مینو در سال ۱۳۳۸ بود و مدیریت این مجموعه را سال ۱۳۵۸ برعهده داشت، در پی حوادث پس از انقلاب ۱۳۵۷ این شرکت و دیگر دارایی‌های خاندان خسروشاهی، مصادره شدند. خسروشاهی تلاش بسیاری برای بازپس‌گیری اموالش کرد اما این اقدمات موفقیت‌آمیز نبود و او با سرخوردگی در سال ۱۳۶۰ مجبور به ترک ایران و اقامت در لوزان سوییس شد.
فعالیت‌های اقتصادی علی خسروشاهی در بین فرزندان‌اش ادامه پیدا کرد و خاندان خسروشاهی از مهم‌ترین خاندان‌های اقتصادی ایران تا وقوع انقلاب ۱۳۵۷ بودند.